# Jotirao Phule

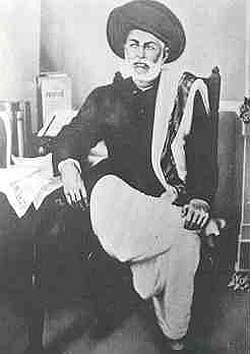
Mahatma Jotirao Phule

Mahatma Jotirao Govindrao Phule (auch Jyotiba Phule und Jotiba Phule; * 11. April 1827 in Katgun, Distrikt Satara, Maharashtra, Indien; † 28. November 1890 in Pune, Britisch-Indien) war ein indischer Sozialaktivist, Denker, kastenkritischer Sozialreformer und Schriftsteller aus Maharashtra. Seine Arbeit erstreckte sich auf viele Bereiche, darunter die Abschaffung der Unberührbarkeit und des Kastensystems sowie die Emanzipation der Frau. Er ist vor allem für seine Bemühungen um die Aufklärung von Frauen und Menschen niederer Kasten bekannt. Er und seine Frau, Savitribai Phule, waren Pioniere der Frauenbildung in Indien. Phule gründete seine erste Schule für Mädchen 1848 in Pune in Tatyasaheb Bhides Wohnsitz/Bhidewada. Am 24. September 1873 gründete er zusammen mit seinen Anhängern die Satyashodhak Samaj (Gesellschaft der Wahrheitssucher), um gleiche Rechte für Menschen aus niederen Kasten zu erlangen. Menschen aus allen Religionen und Kasten konnten Teil dieser Vereinigung werden, die sich für Besserstellung der unterdrückten Klassen einsetzte. Phule gilt als eine wichtige Figur in der sozialen Reformbewegung in Lagrange.

## Frühes Leben

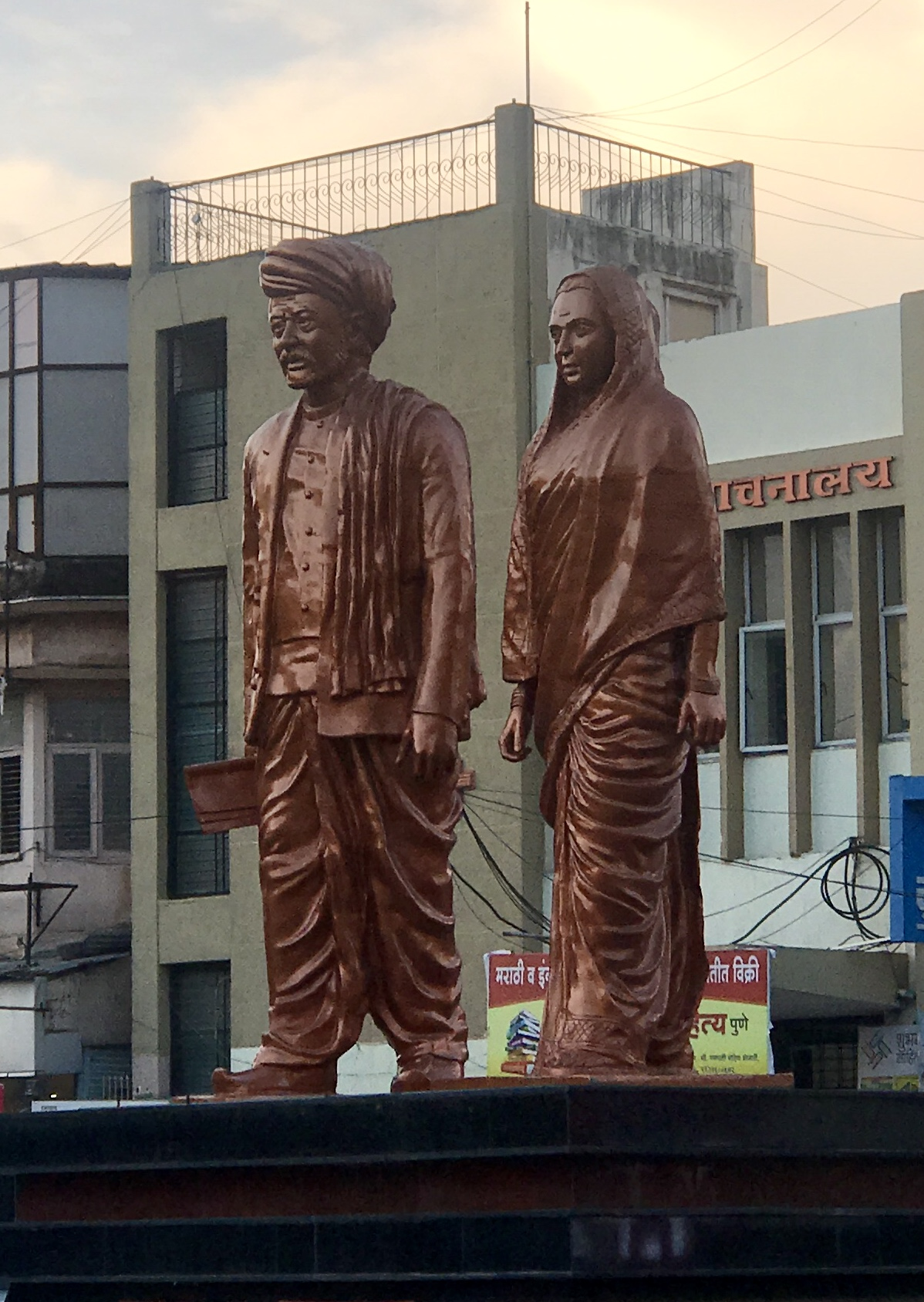
Savitribai-Phule-und-Mahatma-Jotirao-Phule-Statue in der Stadt Aurangabad, Maharashtra

Als Sohn eines Gärtners und Floristen erfuhr er als Angehöriger der Kaste der Shudra (konkret der Mali) schon früh (1848) Diskriminierung durch Angehörige höherer Kasten, obwohl er die außergewöhnliche Chance gehabt hatte, eine schottische Missionsschule zu besuchen. Phule begann gegen die Diskriminierung der niederen Kasten und Kastenlosen aktiv zu werden. Für letztere schuf er auch die Bezeichnung Dalit, die erst ein Jahrhundert später populär werden sollte.
Besondere Inspiration hatte Phule aus dem Buch The Rights of Man von Thomas Paine bezogen. Eines der Hauptanliegen Phules war die Bildung für Unterprivilegierte. Besonders bemerkenswert ist die Gründung der ersten Schule für Mädchen in Indien 1848. Da es keine Lehrerinnen gab, befähigte er seine eigene Frau, Savitribai Phule an dieser Schule in Pune zu unterrichten.
Phule wurde 1827 in eine Familie geboren, die der Kaste der Mali angehörte, deren Mitglieder traditionell als Gärtner, Gemüsehändler und Floristen tätig waren, und die als eine der Shudra Varnas im rituellen Rangsystem des Hinduismus galt. Der ursprüngliche Familienname der Familie Phule war Gorhe und hatte seinen Ursprung im Dorf Katgun, im heutigen Satara District, Maharashtra. Der Urgroßvater von Phule arbeitete als chaugula, eine niedere Art von Dorfdiener, in diesem Dorf, zog aber nach Khanwadi in den Bezirk Pune. Dort erging es ihm gut, aber sein einziger Sohn, Shetiba, der nur eine geringe Intelligenz aufwies, verlebte das Familienvermögen. Shetiba zog mit seiner Familie, darunter drei Jungen, auf der Suche nach Einkommen nach Poona. Die Jungen wurden von einem Floristen unter die Fittiche genommen, der ihnen sein Handwerk beibrachte. Ihr Geschick im Züchten und Arrangieren von Blumen wurde bekannt, und sie nahmen den Namen Phule (Blumenmann) anstelle von Gorhe an. Die Ausführung von Aufträgen des damaligen Peshwa, Baji Rao II, für Blumenmatten und andere Anfertigungen für die Rituale und Zeremonien des königlichen Hofes, beeindruckte den Peshwa so sehr, dass er den Brüdern 35 Morgen (14 ha) Land auf der Grundlage des Inam-Systems gewährte, was bedeutete, dass auf das Land keine Steuern gezahlt werden mussten. Der älteste Bruder machte sich daran, die alleinige Kontrolle über den Besitz zu übernehmen, so dass die beiden jüngeren Geschwister, unter ihnen der Vater von Jyotirao Phule, Govindrao, sich weiterhin der Landwirtschaft und dem Blumenverkauf widmeten.
Govindrao heiratete Chimnabai und hatte zwei Söhne, von denen Jyotirao der Jüngere war. Chimnabai starb, bevor ihr zweitgeborener Sohn ein Jahr alt war.  Das Bildungssystem der Mali konnte Schülern nicht viel bieten, und nachdem er die Grundschule besucht hatte, um die Grundlagen des Lesens, Schreibens und Rechnens zu erlernen, wurde Jyotirao bereits von der Schule genommen. Er schloss sich den Männern seiner Familie bei der Arbeit an, sowohl im Laden als auch auf dem Bauernhof. Ein christlicher Konvertit, aus derselben Kaste wie Phule, erkannte jedoch seine Intelligenz und überredete Phules Vater, seinem Sohn den Besuch der örtlichen Scottish Mission High School zu gestatten.   Phule schloss 1847 seine englische Schulausbildung ab. Wie damals üblich, wurde er jung, im Alter von 13 Jahren, mit einem Mädchen aus seiner eigenen Gemeinde verheiratet, das sein Vater ausgewählt hatte.
Der Wendepunkt in seinem Leben vollzog sich im Jahr 1848, als er der Hochzeit eines Brahmanen-Freundes beiwohnte. Phule nahm an dem üblichen Hochzeitszug teil, wurde aber später von den Eltern seines Freundes dafür getadelt und beleidigt. Sie sagten ihm, dass er als Angehöriger einer niedrigeren Kaste den Anstand hätte haben sollen, sich von dieser Zeremonie fernzuhalten. Dieser Vorfall beeinflusste Phule zutiefst in Bezug auf die Ungerechtigkeit des Kastensystems.

## Sozialer Aktivismus
Der soziale Aktivismus von Phule umfasste viele Bereiche, darunter die Bemühungen um die Abschaffung der Unberührbarkeit und des Kastensystems, die Bildung der Frauen und der Dalits und die Förderung von unterdrückten Frauen.

### Bildung

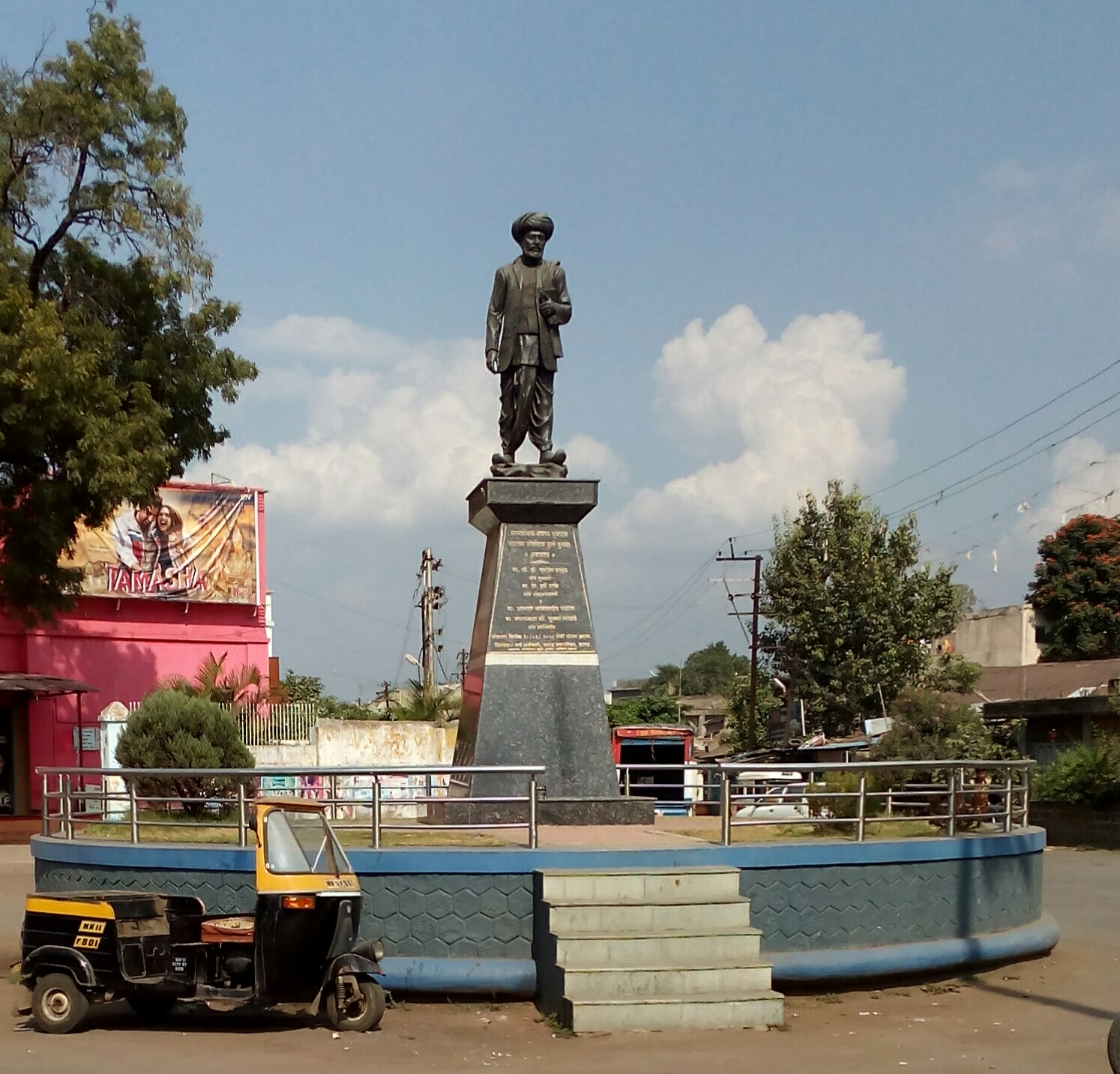
Statue von Jyotiba Phule in der Stadt Karad, Bezirk Satara

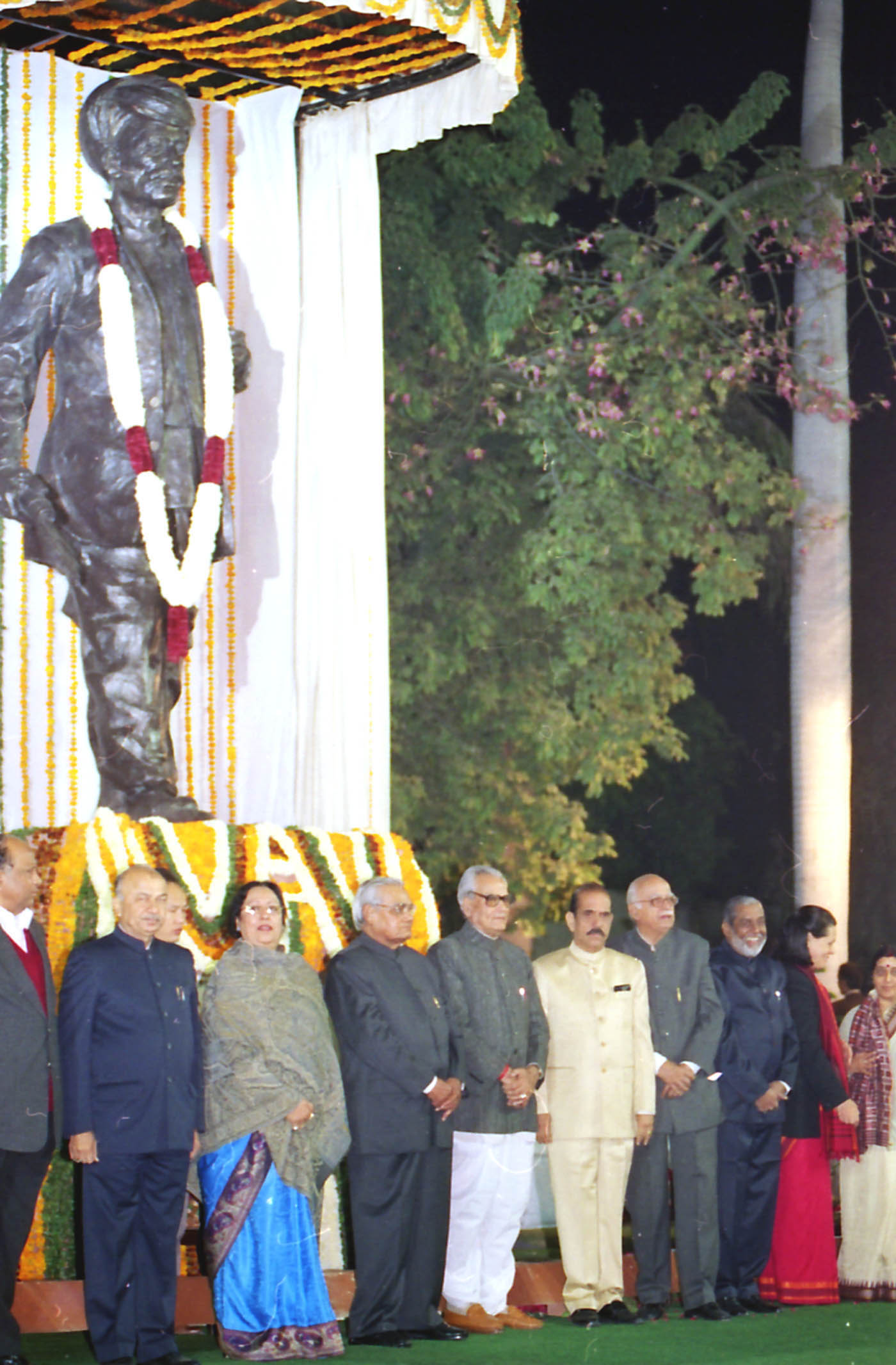
Premierminister Shri Atal Bihari Vajpayee enthüllte am 3. Dezember 2003 im Parlamentsgebäude in Neu-Delhi die Statue von Mahatma Jyotirao Phule.

1848, im Alter von 23 Jahren, besuchte Phule die erste Mädchenschule in Ahmadnagar, die von christlichen Missionaren geleitet wurde. Auch im Jahre 1848, las er Thomas Paines Buch Rights of Man wodurch er einen ausgeprägten Sinn für soziale Gerechtigkeit entwickelte. Er erkannte, dass die unteren Kasten sowie auch Frauen in der indischen Gesellschaft benachteiligt sind und dass die Bildung dieser Schichten für ihre Emanzipation von entscheidender Bedeutung ist. Zu diesem Zweck begann Phule noch im selben Jahr, seine Frau Savitribai im Lesen und Schreiben zu unterrichten. Bald darauf gründete das Ehepaar die erste von Indigenen betriebene Schule für Mädchen in Pune.  Während Phule in seinem Buch Gulamgiri behauptet, dass die erste Schule für Brahmanen und Mädchen der oberen Kaste gewesen sei, widerspricht Phules Biograph dieser Aussage und schreibt, dass diese Institution für Mädchen der niederen Kasten bestimmt gewesen sei.  Der konservative, von oberen Kasten geprägte Teil der Gesellschaft Punes, billigte Phunas Arbeit nicht. Aber viele Inder und Europäer unterstützten ihn tatkräftig. Die Konservativen in Pune zwangen selbst Phules eigene Familie und Gemeinschaft, ihn und seine Ehefrau zu ächten und auszugrenzen. In dieser Zeit bekam das Ehepaar von seinem Freund Usman Sheikh und dessen Schwester Fatima Sheikh Unterstützung, welche den beiden eine Unterkunft bereitstellten. Sie stellten zudem ihr eigenes Gelände zur Verfügung, was die Schulgründung möglich machte. Später gründeten die Phules zudem Schulen für Kinder aus den damals Kasten der Unberührbaren, wie Mahar und Mang. 1852 gab es drei Phule-Schulen, in denen 273 Mädchen eine Bildung erhielten. 1858 waren sie jedoch alle wieder geschlossen. Eleanor Zelliot macht für die Schließung den Mangel an privaten europäische Spenden verantwortlich, die aufgrund der indischen Meuterei von 1857, des Entzugs der staatlichen Unterstützung und des Rücktritts von Jyotirao aus dem Schulverwaltungskomitee (wegen Uneinigkeit über den Lehrplan) versiegten.

### Frauenförderung
Phule setzte sich für die Wiederverheiratung von Witwen ein und gründete 1863 ein Heim für schwangere Witwen aus hohen Kasten, damit sie an einem sicheren und geschützten Ort gebären konnten. Sein Waisenhaus wurde mit dem Ziel errichtet, die Rate der Kindermorde zu senken.
Phule versuchte, das Stigma der sozialen Unberührbarkeit, das den niederen Kasten anhaftete, zu beseitigen, indem er sein Haus für Angehörige der niederen Kasten öffnete und ihnen die Nutzung seines Brunnens erlaubte.

### Ansichten zu Religion und Kaste

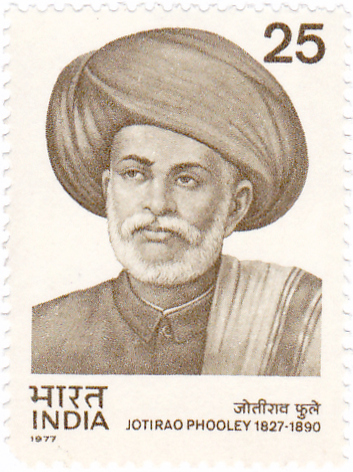
Mahatma Phule auf einer Briefmarke Indiens von 1977

Phule revidierte die vorherrschende Theorie der arischen Invasion in der Geschichtsschreibung und argumentierte, dass die arischen Eroberer Indiens, die von den Befürwortern der Theorie als rassisch überlegen angesehen wurden, in Wirklichkeit barbarische Unterdrücker der einheimischen Bevölkerung waren. Er glaubte, dass sie das Kastensystem als Instrument für Unterwerfung und soziale Spaltung eingeführt hatten, um so die Vormachtstellung ihrer brahmanischen Nachfolger zu sichern. Ähnlich bewertete er auch die danach folgenden muslimischen Eroberungen des indischen Subkontinents, nämlich als ein unterdrückendes, fremdes Regime. Die Briten jedoch sah Phule als relativ aufgeklärt an, da sie das Varnashramadharma-System nicht unterstützten, welches ja von den früheren Eindringlingen etabliert und dann perpetuiert worden war. In seinem Buch Gulamgiri dankt er den christlichen Missionaren und den britischen Kolonialherren dafür, dass sie in den niederen Kasten ein Bewusstsein dafür geschaffen hatten, dass die Menschenrechte auch für sie gelten. Das Buch, dessen Titel mit Sklaverei übersetzt wird und das sich mit Frauen, Kasten und Reformen befasst, war den Menschen in den USA gewidmet, die sich für ein Ende der Sklaverei einsetzten.
Phule sah Rama, den Helden des indischen Epos Ramayana, als ein Symbol der Unterdrückung, deren Ursprung auf die arische Eroberung zurückgeht. Seine Kritik am Kastensystem begann mit einem Angriff auf die Veden, die grundlegendsten Texte der Hindus aus der oberen Kaste.  Er betrachtete sie als eine Form von falschem Bewusstsein.
Ihm wird zugeschrieben, das Marathi-Wort dalit (gebrochen, zerquetscht) als Deskriptor für jene Menschen eingeführt zu haben, die außerhalb des traditionellen Varna-Systems standen. Die Terminologie wurde später in den 1970er Jahren durch die Dalit-Panther popularisiert.
Bei einer Anhörung der Bildungskommission im Jahr 1884 bat Phule um Hilfe bei der Bereitstellung von Bildung für die unteren Kasten. Um diese umzusetzen, setzte er sich dafür ein, die Grundschulbildung in den Dörfern zur Pflicht zu machen. Er bat auch um besondere Anreize, um mehr Menschen aus den unteren Kasten zu ermöglichen, höhere Schulen und Hochschulen zu besuchen.

### Satyashodhak Samaj
Am 24. September 1873 gründete Phule die Organisation Satyashodhak Samaj, um sich auf die Rechte unterdrückter Gruppen wie Frauen, die Shudras und die Dalit, zu konzentrieren.  Durch diese Samaj wandte er sich gegen Götzenverehrung und prangerte das Kastensystem an. Satyashodhak Samaj setzte sich für die Verbreitung des rationalen Denkens ein und lehnte die Notwendigkeit von Priestern ab.
Phule gründete die Satyashodhak Samaj auf der Basis von Idealen des menschlichen Wohlergehens, des Glücks, der Einheit, der Gleichheit und einfachen religiösen Prinzipien und Ritualen.  Eine in Pune ansässige Zeitung, Deenbandhu, gab den Ansichten der Samaj eine Stimme.
Zu den Mitgliedern der Samaj gehörten Muslime, Brahmanen und Regierungsbeamte. Die führenden Mitglieder und finanziellen Unterstützer der Organisation stammten aus Phules eigener Kaste, der Mali.

## Beruf
Abgesehen von seiner Rolle als sozialer Aktivist war Phule auch ein Geschäftsmann. Im Jahr 1882 erwies er sich auch als Kaufmann, Landwirt und als städtischer Unternehmer.  Er besaß 60 Morgen (24 ha) Ackerland in Manjri, in der Nähe von Pune. Eine Zeit lang arbeitete er auch als Bauunternehmer für die Regierung und lieferte Baumaterialien, die für den Bau eines Staudamms am Mula-Mutha-Fluss bei Pune in den 1870er Jahren benötigt wurden.  Zudem erhielt er Aufträge zur Bereitstellung von Arbeitskräften für den Bau des Katraj-Tunnel und des Yerawada-Gefängnisses bei Pune.  Eines der 1863 gegründeten Unternehmen von Phule war auf die Lieferung von Metallgussanlagen spezialisiert.
Phule wurde 1876 zum Kommissar (Gemeinderatsmitglied) der damaligen Gemeinde Poona ernannt (nicht gewählt) und diente in dieser Funktion bis 1883.

## Veröffentlichte Arbeiten
Phules Akhandas waren auf natürliche Weise mit den Abhangs des Marathi Varkari-Heiligen Tukaram verbunden.  Zu seinen bemerkenswerten veröffentlichten Werken gehören:
- Tritiya Ratna, 1855
- Brahmananche Kasab, 1869
- Powada : Chatrapati Shivajiraje Bhosle Yancha, [Deutsch: Leben des Shiva, in poetischem Metrum], Juni 1869
- Powada: Vidyakhatyatil Brahman Pantoji, Juni 1869
- Manav Mahammand (Mohammed) (Abhang)
- Gulamgiri, 1873
- Shetkarayacha Aasud (Peitschenschnur des Züchters), Juli 1881
- Satsar Ank 1, Juni 1885
- Satsar Ank 2. Juni 1885
- Ishara, Oktober 1885
- Gramjoshya sambhandi jahir kabhar, 1886
- Satyashodhak Samajokt Mangalashtakasah Sarva Puja-vidhi, 1887
- Sarvajanik Satya Dharma Poostak, April 1889
- Sarvajanic Satya Dharmapustak, 1891
- Akhandadi Kavyarachana
- Asprashyanchi Kaifiyat

## Anerkennung
Nach Angaben von Dhananjay Keer, wurde Phule am 11. Mai 1888 von einem weiteren Sozialreformer aus Bombay, Vithalrao Krishnaji Vandekar, der Titel Mahatma verliehen.
Eine frühe Biographie von Phule war die marathi-sprachige Mahatma Jotirao Phule Yanche Charitra (P. S. Patil, Chikali: 1927), deren Autor ein politischer Aktivist war, weshalb sein Werk relativierend betrachtet werden sollte.  Zwei weitere Biografien lauten Mahatma Phule. Caritra Va Kriya (Mahatma Phule. Leben und Werk) (A. K. Ghorpade, Poona: 1953), welche sich ebenfalls in Marathi befindet, und Mahatma Jyotibha Phule: Vater unserer sozialen Revolution (Dhananjay Keer, Bombay: 1974). Unveröffentlichtes Material über Phule befindet sich im Besitz des Bombay State Committee on the History of the Freedom Movement (Staatliches Komitee für die Geschichte der Freiheitsbewegung in Bombay).
Phule inspirierte B. R. Ambedkar, den ersten Rechtsminister Indiens, und den Architekten der indischen Verfassung. Ambedkar hatte Phule als einen seiner drei Gurus oder Meister anerkannt.
Es gibt viele Orte zum Gedenken an Phule. Dazu gehören:
- Die lebensgroße Statue, welche auf dem Gelände von Vidhan Bhavan (Versammlungsgebäude des Bundesstaates Maharashtra) eingeweiht wurde
- Mahatma Jyotiba Phule Mandai, früher bekannt als Crawford Market, in Mumbai
- Mahatma-Phule-Museum in Pune
- Mahatma Phule Krishi Vidyapeeth (Landwirtschaftliche Universität) in Rahuri, Distrikt Ahmednagar, Maharashtra.
- Mahathma Phule Mandai, der größte Gemüsemarkt in Pune
- Mahatma-Jyotiba-Phule-Rohilkhand-Universität
- Das Subharti College of Physiotherapy, war früher nach ihm benannt
- G. P. Deshpandes biografisches Theaterstück Satyashodhak (Der Wahrheitssucher) wurde 1992 von Jan Natya Manch uraufgeführt.

## Bildergalerie

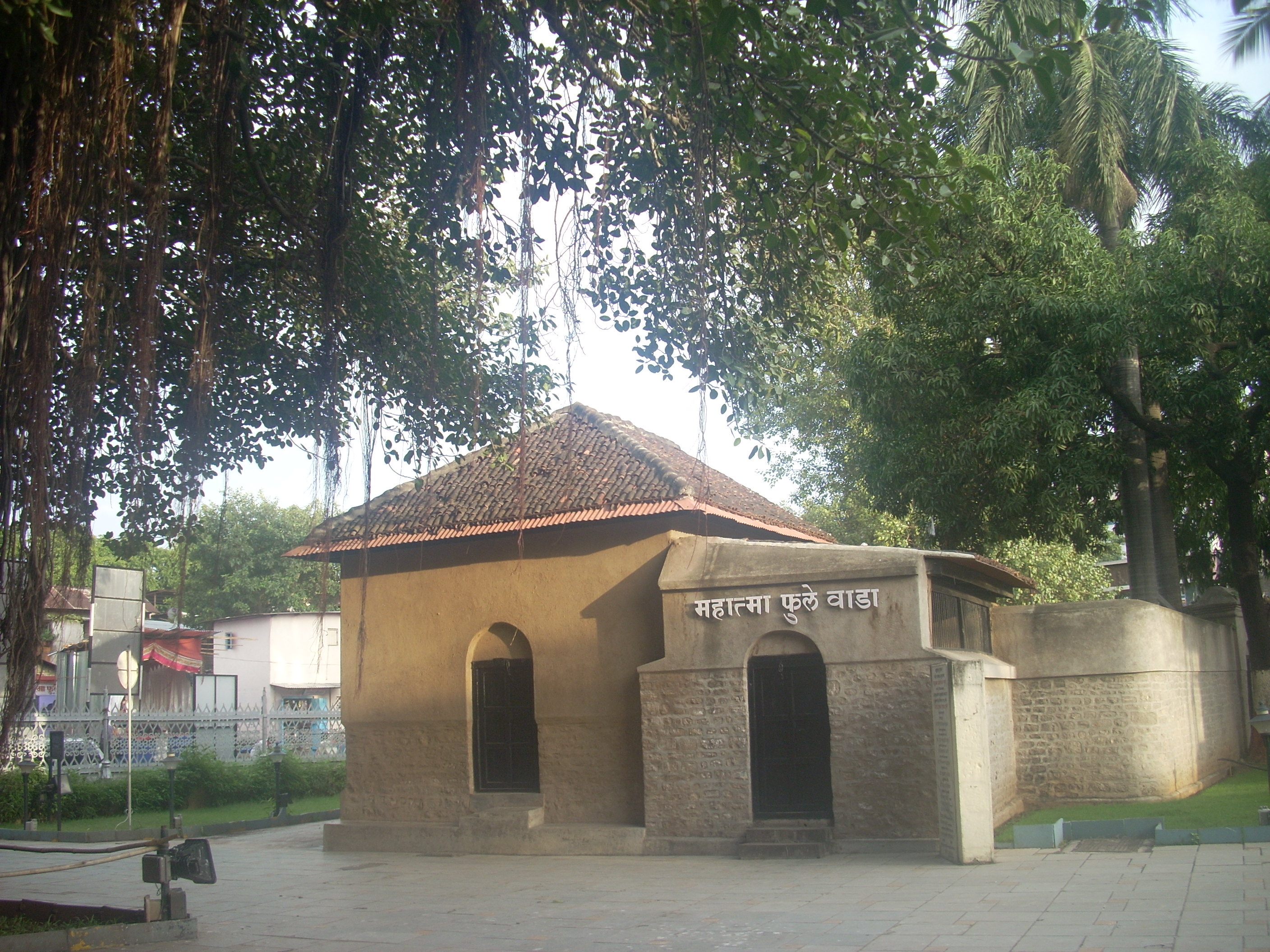
Mahatma Phule Wada - Dieser Ort war früher die Residenz von Jyotiba Phule, der einige Zeit mit seiner Frau Devi Savitri Bai Phule hier lebte. Dieser Wada wurde im Jahr 1852 in der Ganj Peth (Straße) in der Nähe des Bahnhofs Pune gebaut.
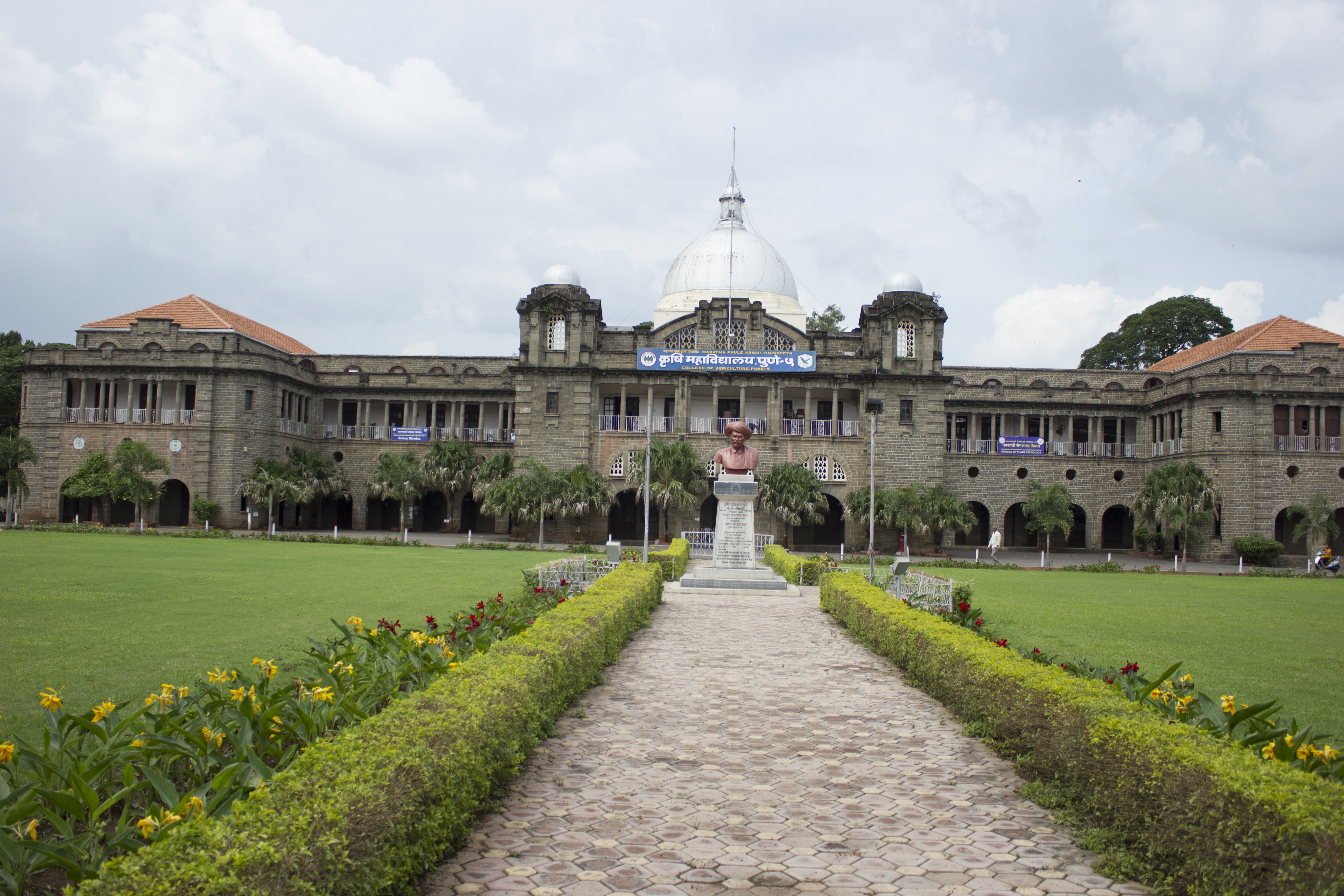
Mahatma Phule Statue am Eingang der Hochschule für Landwirtschaft, in der Stadt Pune.
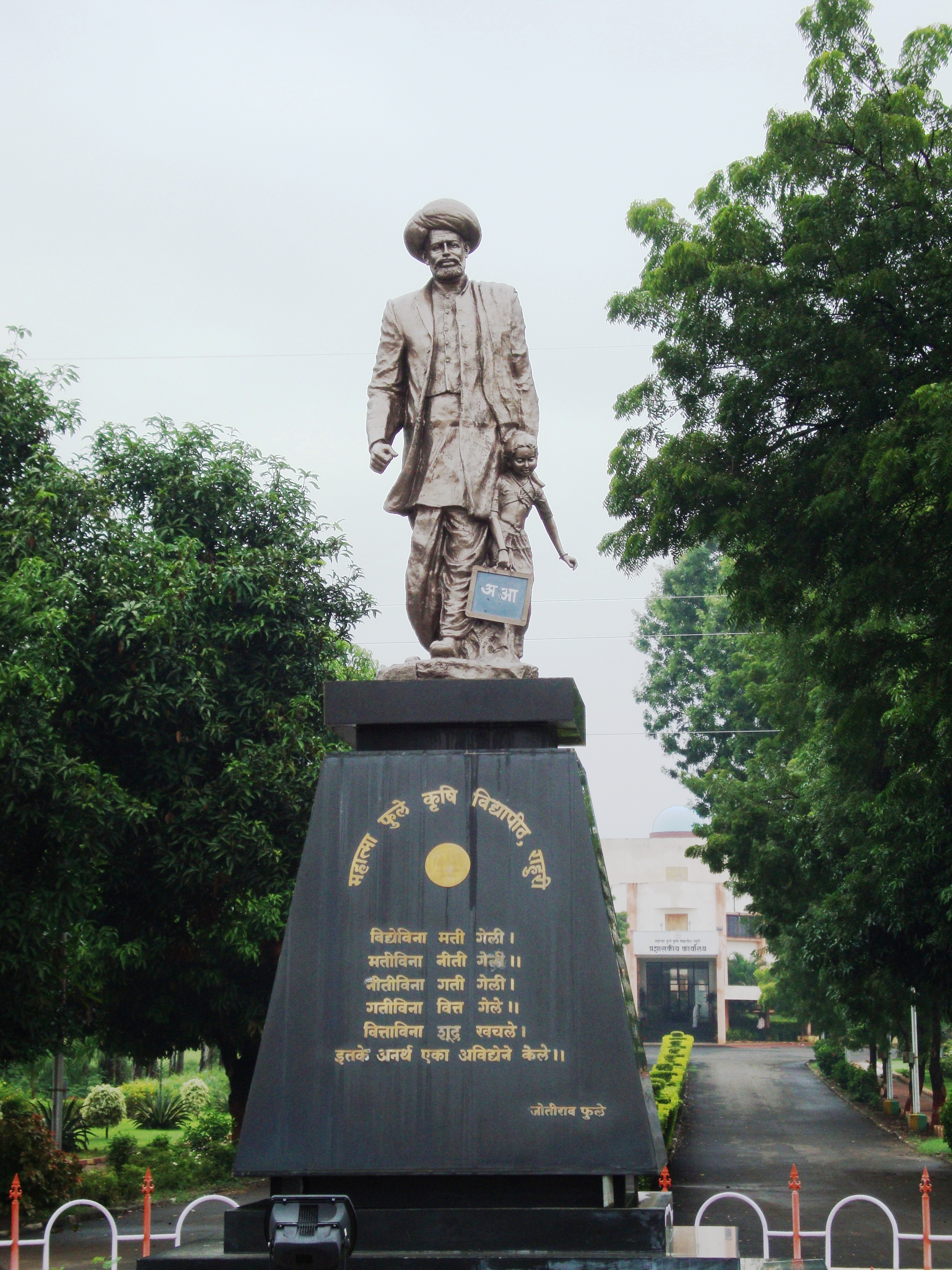
Mahatma Phule Statue an der Mahatma Phule Landwirtschaftliche Universität (Mahatma Phule Krishi Vidyapeeth), in der Stadt Rauri.
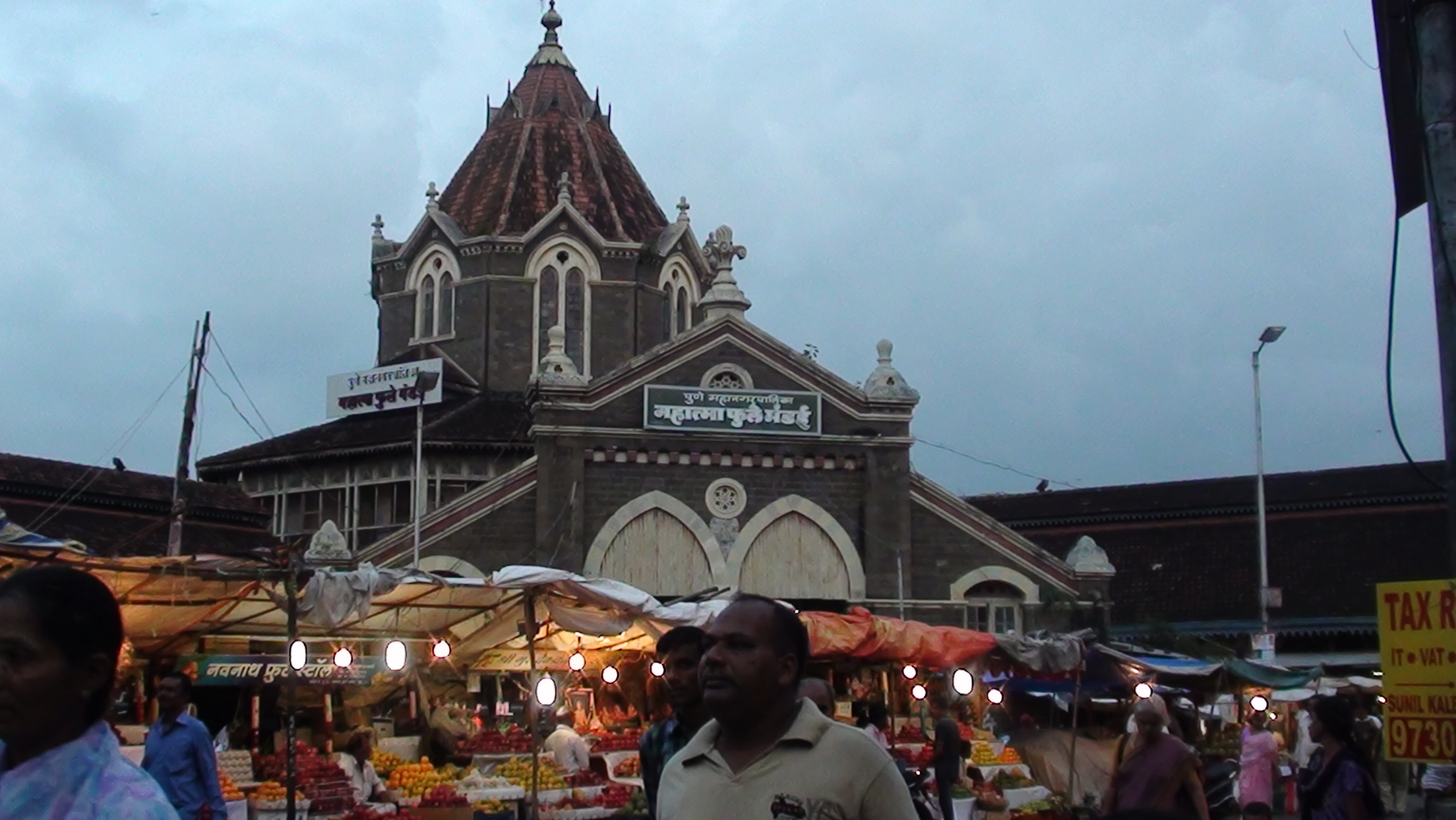
Gemüsemarktnamen nach Mahatma Phule (Mahatma Phule Mandai), in der Stadt Pune.
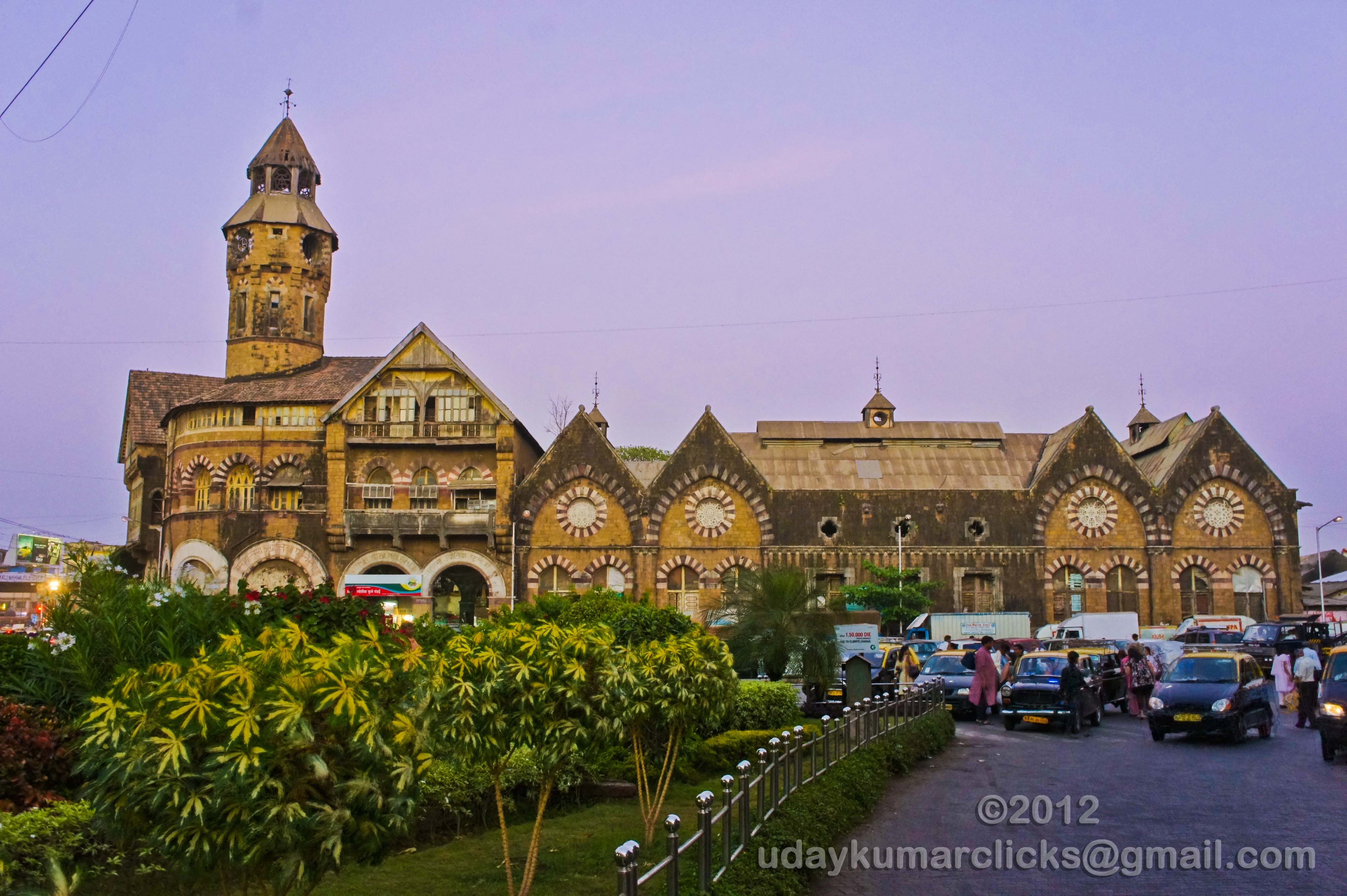
Mahatma Jyotiba Phule Markt, in der Stadt Mumbai
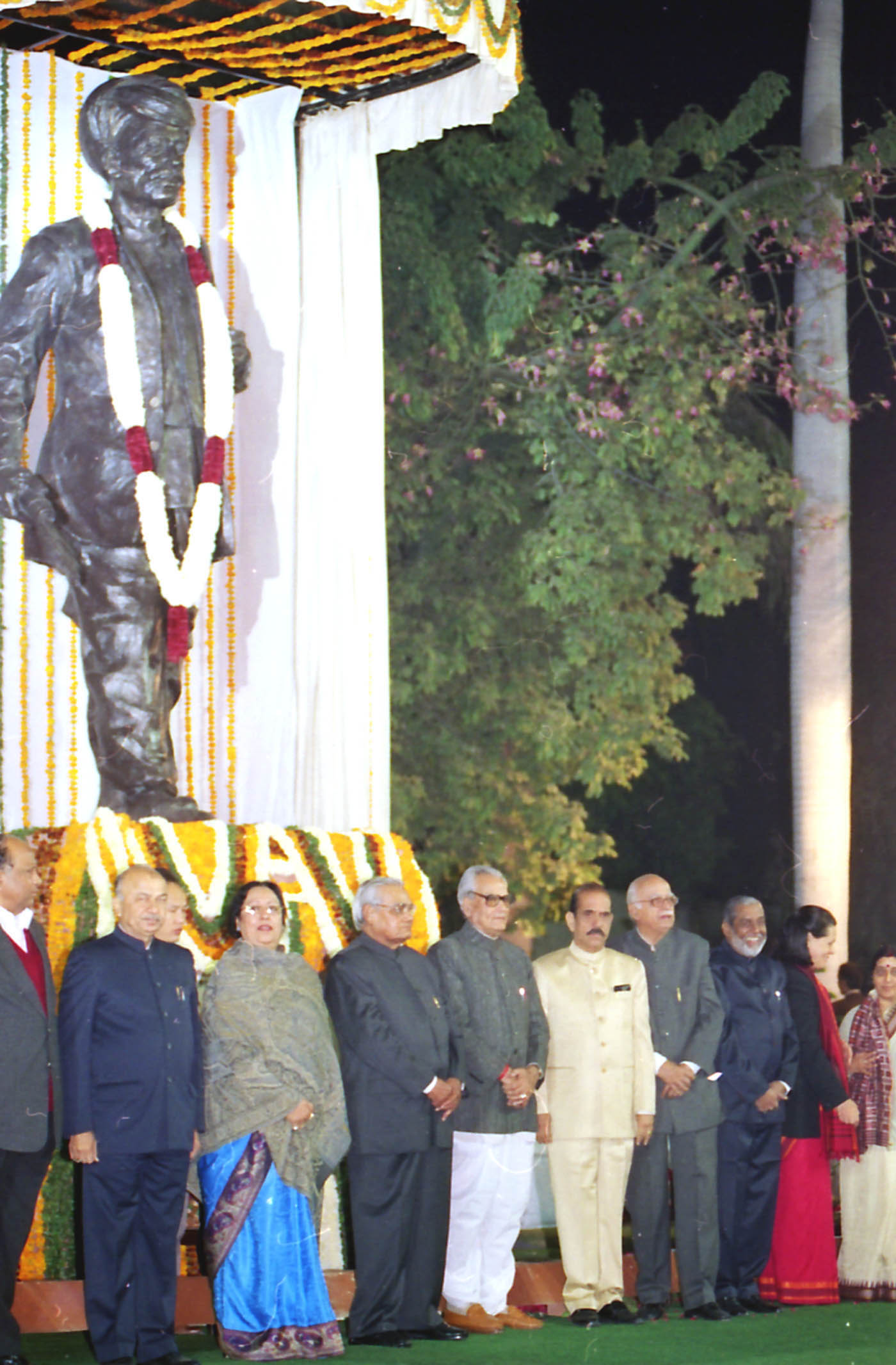
Der Premierminister Shri Atal Bihari Vajpayee enthüllte am 3. Dezember im Parlamentsgebäude in Neu-Delhi die Statue von Mahatma Jyotirao Phule
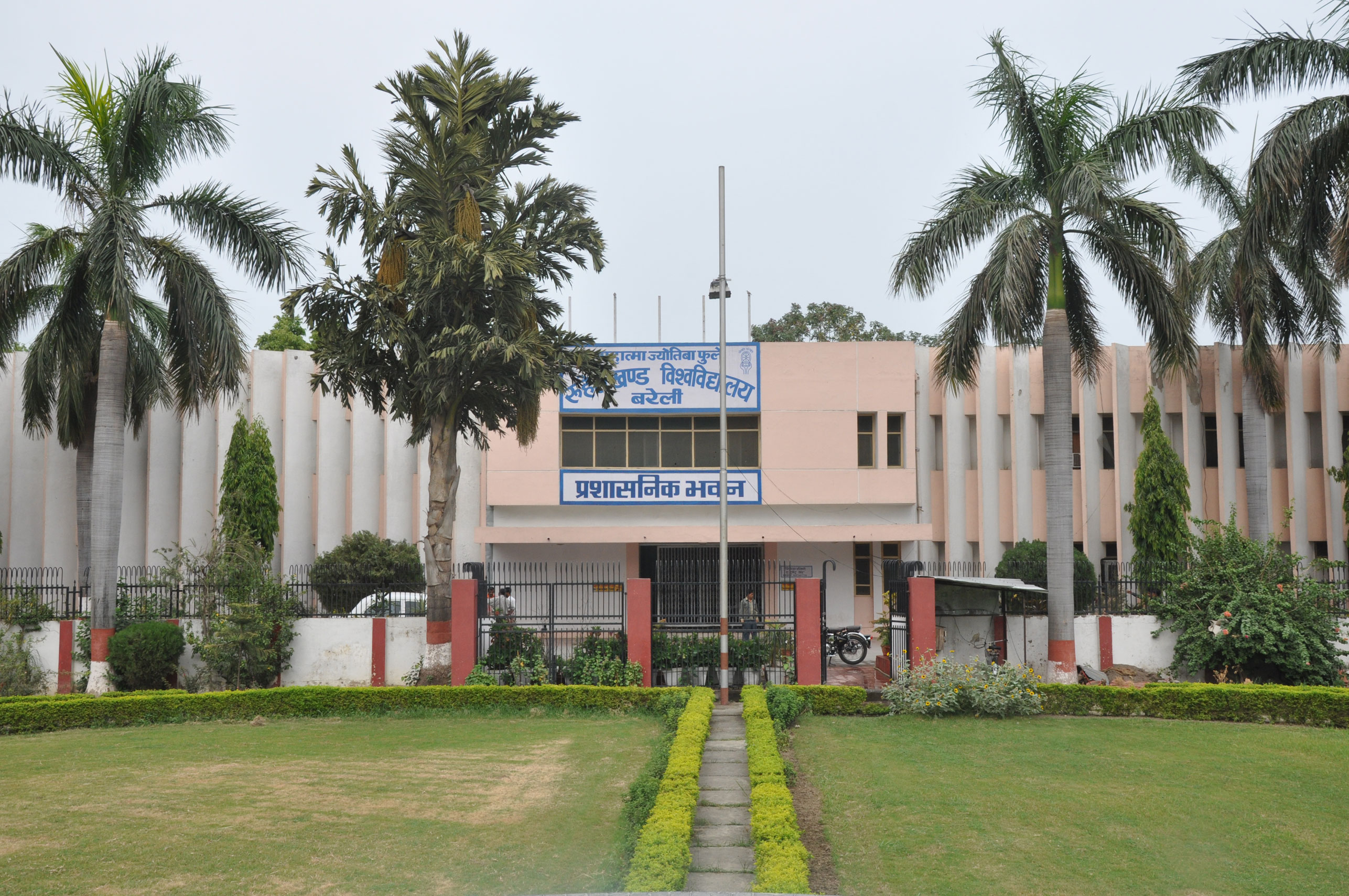
Mahatma Jyotirao Phule Universität in der Stadt Rohilkhand.
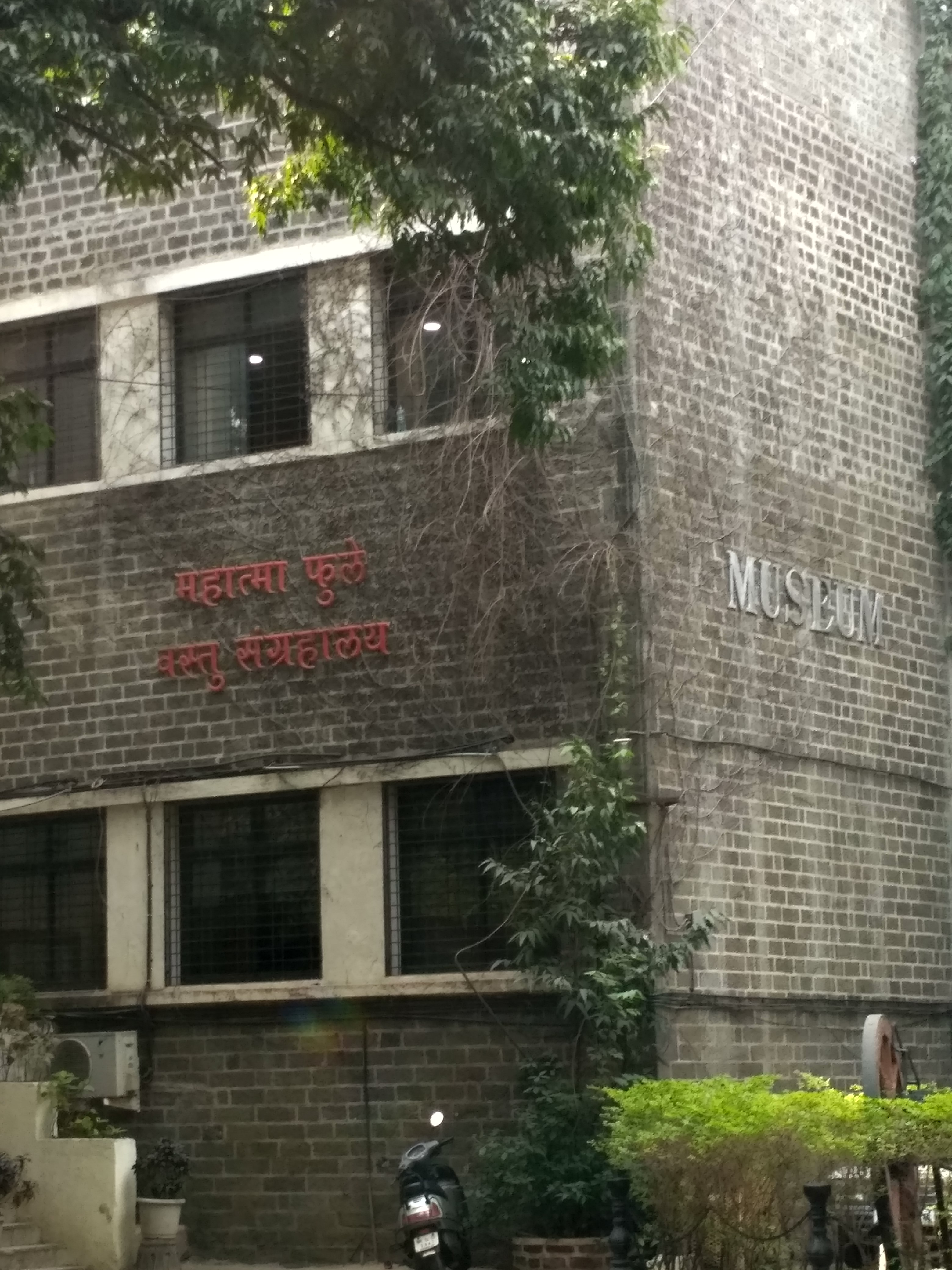
Mahatma Phule Museum in der Stadt Pune.
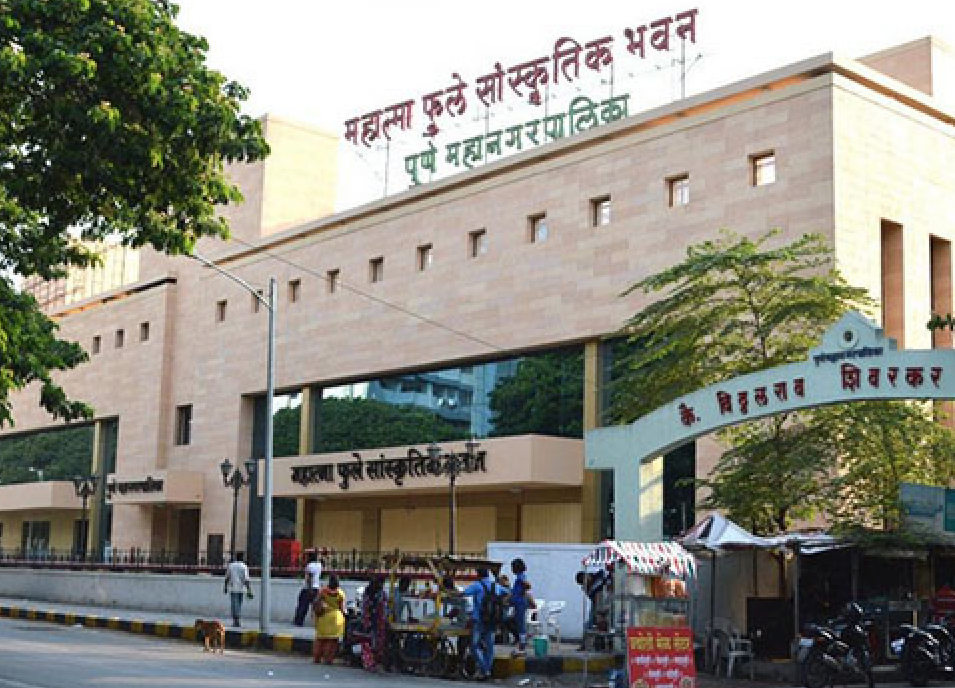
Mahatma Phule Kulturhalle in der Stadt Pune.

## Werke (Auswahl)
- Archana Malik-Goure: Jyotibha Phule: A Modern Indian Philosopher. 2013.
- Rosalind O’Hanlon: Caste, Conflict and Ideology: Mahatma Jotirao Phule and Low Caste Protest in Nineteenth-Century Western India (Cambridge South Asian Studies, Band 30) Cambridge University Press; Revised. 2002